# Creu de Tolosa

Creu de Tolosa

La Creu de Tolosa (o creu dels comtes de Tolosa i també creu occitana, creu de Forcauquier; en occità crotz de Tolosa, crotz occitana, crotz de Forcauquier) és avui el símbol identitari dels occitans i d'Occitània. Sovint es pot confondre popularment amb una creu càtara tot i que no se sap ben bé si va existir una creu càtara.

## Història
La primera atestació de la creu dels comtes de Tolosa data del regne del comte Ramon V de Tolosa cap al 1165 (descripció del segell del Comtat).
La creu anà estenent-se més enllà del comtat de Tolosa de manera gradual (va ser el símbol dels Estats del Llenguadoc) i esdevingué a partir dels anys seixanta i setanta (amb el militantisme occità del Larzac) el símbol del Llenguadoc. Més endavant, a partir dels anys 80 i 90 del segle xx s'ha anat propagant a tot el conjunt del territori de llengua occitana (incloses les perifèries exteriors a l'estat francès com a la Vall d'Aran o a les Valls Occitanes del Piemont), i s'ha anat identificant, tant a Occitània com a l'exterior, a la identitat occitana. Malgrat que la llengua occitana estigui patint una davallada cada dia més acusada, la creu occitana en canvi va progressant a tots els àmbits, i amb un ritme més intens que el nom occità.

## La bandera occitana

Bandera occitana

La bandera occitana es fonamenta en aquesta creu de Tolosa groga que es troba sobre un fons vermell, colors comuns als dels Països Catalans. Va ser adoptada íntegrament com a bandera de la regió Migdia-Pirineus i en part (barrejada amb la senyera) a la regió Llenguadoc-Rosselló (canviada el 2004 per un logòtip).

## Variants de la Bandera

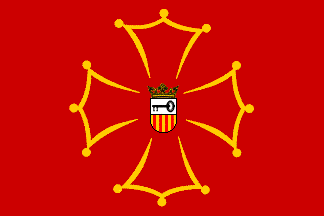
Bandera de la Val d'Aran

La Val d'Aran fa servir una variant peculiar de la bandera occitana substituint el to vermell per un color violeta fosc i afegint la clau que simbolitza la llibertat d'Aran.

Bandera nacionalista

Una variant d'aquesta bandera amb un estel daurat es fa servir per a indicar el sentiment nacionalista i/o independentista. L'estel de set puntes representa els set territoris històrics d'Occitània.